# Андреас Якобссон
Андреас Якобссон (швед. Andreas Jakobsson, нар. 6 жовтня 1972) — шведський футболіст, що грав на позиції захисника.
Виступав, зокрема, за клуби «Гельсінгборг», «Ганза» та «Саутгемптон», а також національну збірну Швеції, у складі якої був учасником чемпіонату світу та Європи.

## Клубна кар'єра
Почав кар'єру професійного футболіста в клубі «Ландскруна БоІС». У 1993 році допоміг йому вийти в Аллсвенскан. У наступному сезоні «Ландскруна» посіла 13-те, передостаннє місце у вищій лізі і вибула назад в Дивізіон 1; Якобссон перейшов в «Гельсінгборг». У сезоні 1995 клуб вперше за 40 років зайняв друге місце в Аллсвенскан. У сезонах 1996 і 1998 Якобссон зіграв у всіх матчах «Гельсінгборга» в чемпіонаті, а в 1998 році він виграв шведський Кубок. У 1999 році вперше у своїй кар'єрі він став чемпіоном Швеції.
Влітку 2000 року перейшов в німецький клуб «Ганза» (Росток). Він дебютував у Бундеслізі 11 серпня в матчі проти дортмундської «Боруссії» (0:1). В новій команді, що була середняком чемпіонату, він став основним гравцем і за три сезони пропустив лише три зі 102 матчів Бундесліги.
У липні 2003 року Якобссон перейшов у данський «Брондбю». Допоміг клубу вийти в 1/16 фіналу Кубка УЄФА, забивши 2 голи у ворота «Шальке-04». Якобссоном цікавився англійський клуб «Іпсвіч Таун», але швед відмовився. Натомість 31 серпня 2004 року Якобссон перейшов в англійський «Саутгемптон» за 1,8 млн євро. Сезон в Англії вийшов невдалим: «Саутгемптон» посів 20-те, останнє місце у Прем'єр-лізі, і вибув у Чемпіоншип, хоча й дійшов до чвертьфіналу Кубка Англії. 
Після цього Якобссон повернувся в «Гельсінгборг». Допоміг клубу спочатку потрапити в Кубок УЄФА 2007/08, а потім вийти в плей-оф. По закінченні сезону 2007, в якому Якобссон зіграв у всіх матчах «Гельсінгборга» в чемпіонаті, завершив кар'єру професійного футболіста. У 2008 році грав за аматорський клуб «Свалев».

## Виступи за збірну
28 лютого 1996 року дебютував в офіційних матчах у складі національної збірної Швеції в товариській грі проти збірної Австралії. Став основним центральним захисником збірної перед чемпіонатом світу 2002 року в Японії і Південній Кореї, коли Якобссону довелося замінювати травмованого Патріка Андерссона. На тому чемпіонаті Якобссон провів усі 4 гри збірної Швеції без замін..
На чемпіонаті Європи 2004 року у Португалії також зіграв всі 4 матчі без замін і становив зв'язку з Улофом Мельбергом; завдяки ним Швеція пропустила лише 3 голи. 
У серпні 2004 року, лише через два місяці після Євро-2004, він оголосив про вихід на пенсію зі збірної. Всього протягом кар'єри у національній команді, яка тривала 9 років, провів у формі головної команди країни 36 матчів, забивши 3 голи.

## Досягнення
- Чемпіон Швеції: 1999
- Володар Кубку Швеції: 1998, 2006
- Чемпіон Данії 2004/05